# Палац Сельмун
Палац Сельмун ( мальт. Il-Palazz ta' Selmun), також відомий як башта Сельмун, — це вілла на півострові Селмун у Меллісі, Мальта. Він був побудований у 18 столітті Монте делла Реденцйоне деглі Шиаві на кошти Монте ді П'єта. Палац знаходився на території готелю до його закриття в 2011 році

## Історія

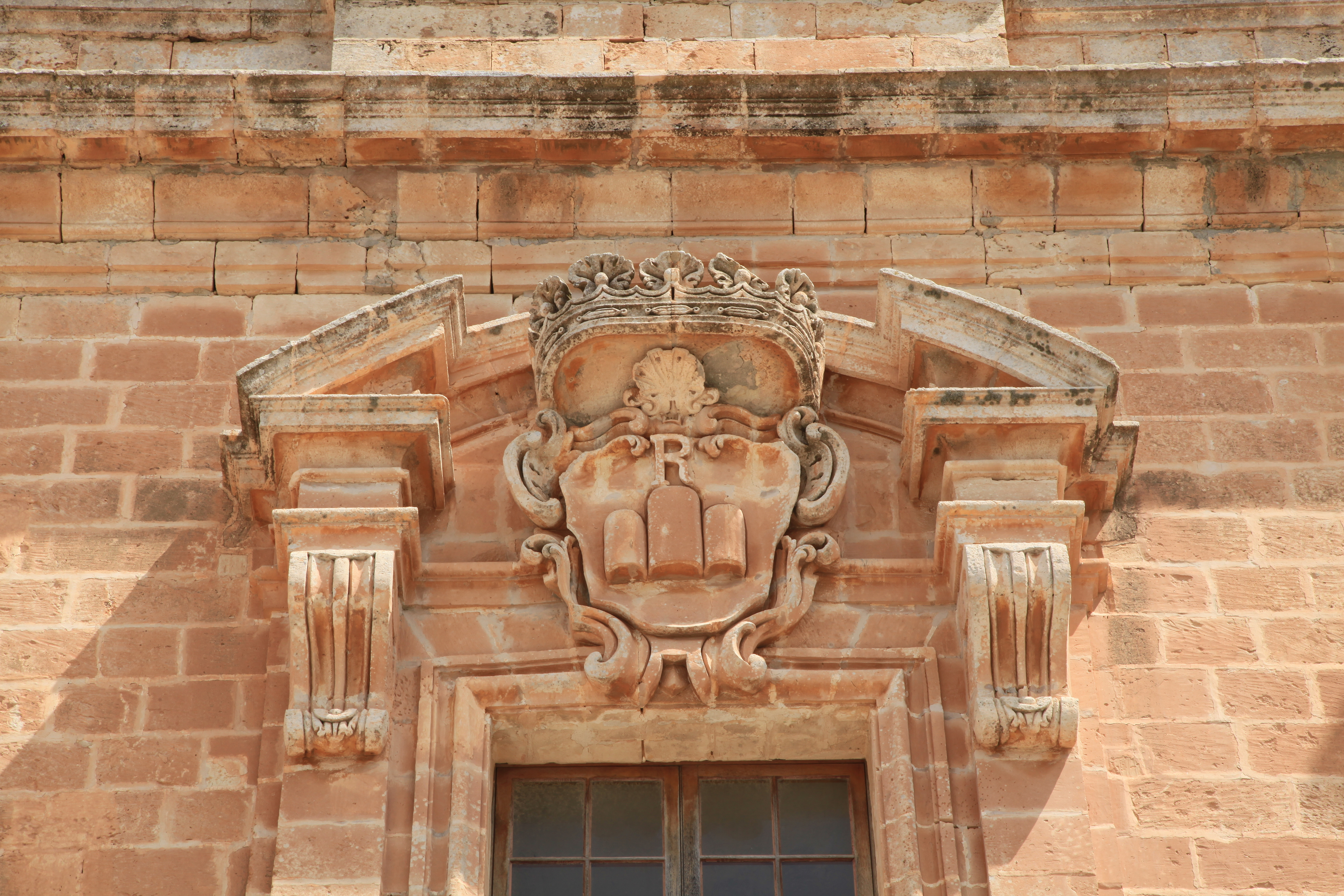
Герб Шиаві на фасаді палацу

Палац Сельмун побудований благодійною організацією Шиаві, яка була заснована під час правління великого магістра Алофа де Віньякура в 1607 році для фінансування викупу християн, поневолених османами або берберськими корсарами. На території вілли спочатку був прибережний оглядовий пост, і вона була частиною великого маєтку, який також включав ворота Містра. Маєток Шиаві дістався від дворянки Катеріни Вітале після її смерті в 1619 році Раніше вілла здавалася в оренду лицарям госпітальєрам як місце для відпочинку та полювання на диких кролів, які зазвичай зустрічаються в цьому районі. Орендні гроші вносили до викупної каси.
Сама вілла була побудована десь у 18 столітті, хоча точна дата будівництва невідома. Найдавніший запис про споруду міститься на карті 1783 року, коли вона згадувалася як Torre Nuova (нова вежа). Архітектор палацу невідомий, але іноді його приписують Доменіко Качіа або Тумасу Качіа.
У період мальтійського повстання проти французів британці використовували віллу як військово-морський госпіталь, перший на Мальті, який використовувався для подібних цілей.
У 1840-х роках на віллі встановили оптичний телеграф. Будівлю було включено до Списку старожитностей 1925 року

### Готель

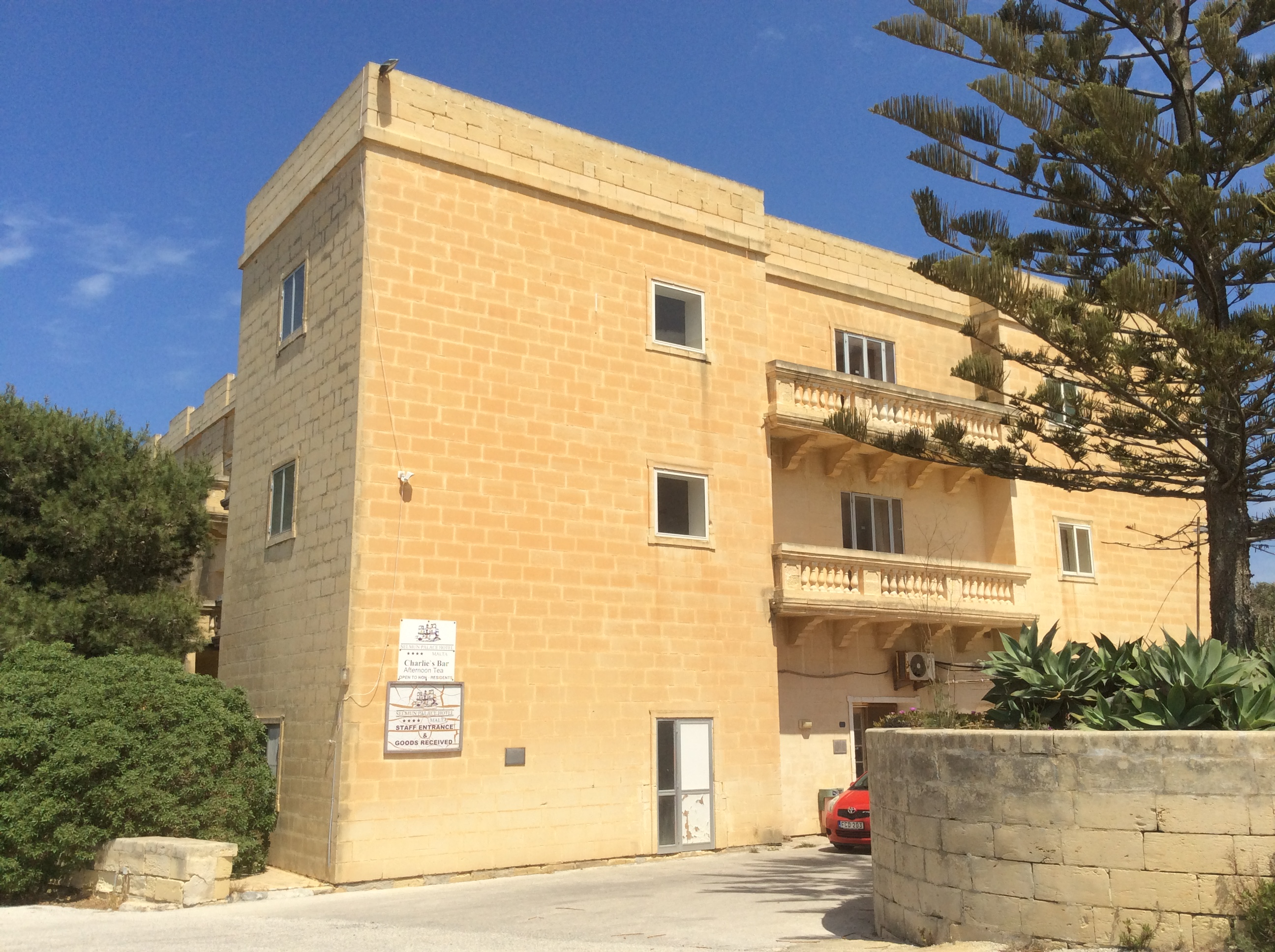
Готель Selmun Palace

Готель, відомий як Selmun Palace Hotel, був побудований поблизу вілли, і належав Selmun Palace Hotel Company Ltd, дочірній компанії Air Malta. Деякі апартаменти були включені в саму віллу, яка використовувалася для весільних церемоній.
Готель було закрито в січні 2011 року в рамках стратегії реструктуризації, згідно з якою Air Malta почала зосереджуватися виключно на авіаційній галузі. Планується продати готель уряду, а також пропонується будівництво нового крила для готелю.
10 січня 2012 року Управління навколишнього середовища та планування Мальти (MEPA) віднесло палац Сельмун до національних пам’яток 1-го ступеня Потребує реставрації.

## Архітектура

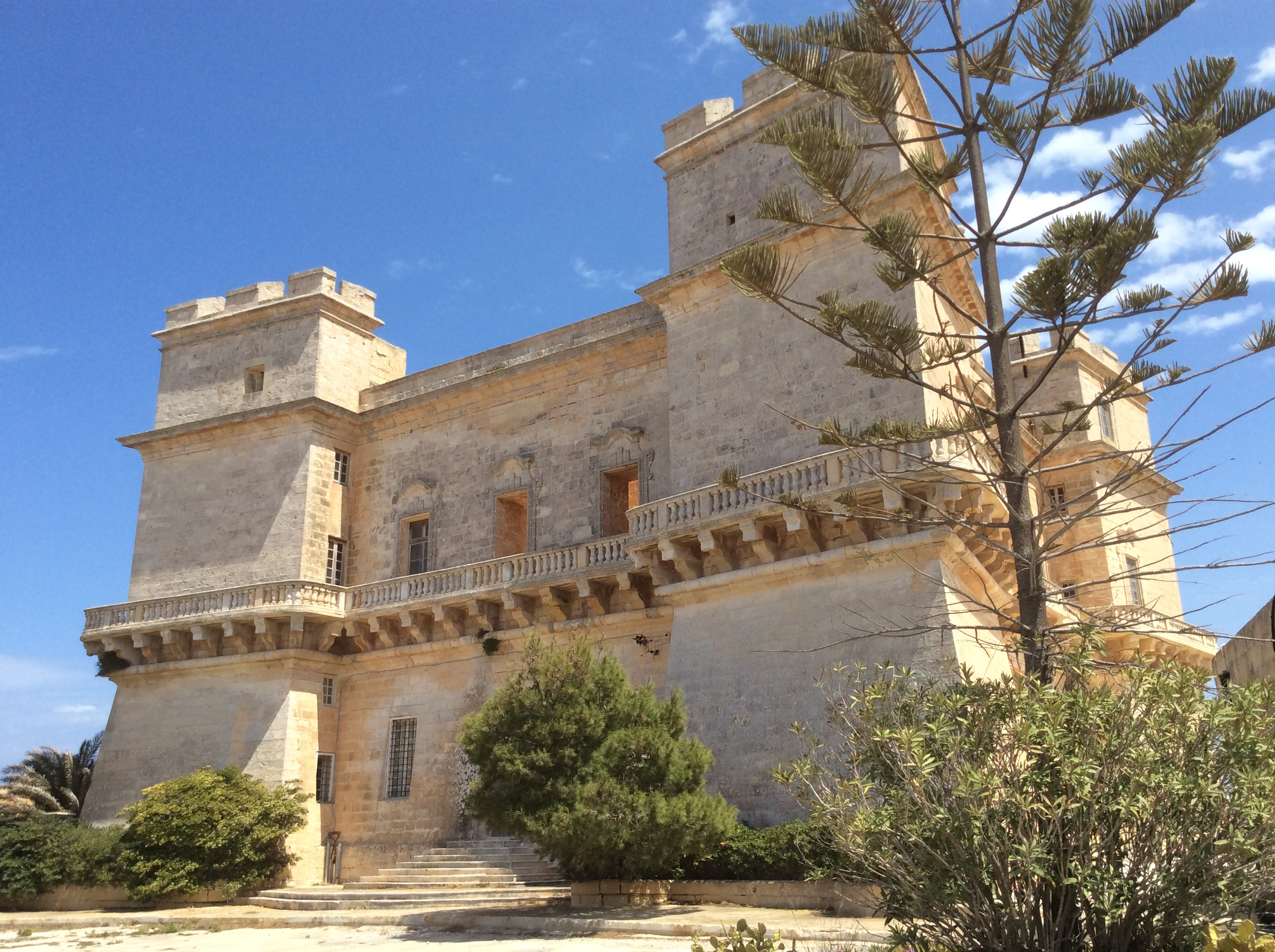
Вид на палац Сельмун

Палац Сельмун є зразком архітектури бароко. Він має квадратний план із чотирма псевдобастіонами з кожного боку, дизайн якого був натхненний замком Вердала та Віньякурськими баштами. Ці бастіони побудовані в основному з естетичною метою, і споруда ніколи не призначалася для військового використання. Незважаючи на це, палац служив стримуючим фактором для корсарів, які шукали потенційне місце для висадки, оскільки виглядав як військовий форпост, якщо дивитися з моря. Головний фасад має троє дверей, головну з яких оточує декоративний портал. Вишукане вікно на верхньому поверсі та дзвін на даху розташовані над головними дверима. По периметру всієї будівлі є балкон.
На території вілли була каплиця, присвячена Богоматері Викупної. У 1980-х роках поза межами вілли була побудована нова каплиця з такою ж присвятою.

## Дивись також
- Список барокових палаців

## Подальше читання
- Уряд затверджує нову політику для району Сельмун